# Pegomya phyllostachys
Pegomya phyllostachys är en tvåvingeart som först beskrevs av Fan 1964.  Pegomya phyllostachys ingår i släktet Pegomya och familjen blomsterflugor. Inga underarter finns listade i Catalogue of Life.